# Caroline Fournier
Caroline Fournier (ur. 7 maja 1975) – maurytyjska lekkoatletka, która specjalizowała się w rzucie dyskiem oraz rzucie młotem.
W 2000 roku uczestniczyła w igrzyskach olimpijskich, które odbywały się w Sydney. W eliminacjach rzutu młotem z wynikiem 56,18 zajęła 25. lokatę i nie awansowała do finału. W 1995 bez powodzenia startowała w mistrzostwach świata. Dwa razy w swojej karierze stawała na najwyższym stopniu podium mistrzostw Afryki – złoto w rzucie młotem wywalczyła w 1998 oraz 2000, a w 2002 była druga w tej konkurencji. W roku 1996 i 1998 zdobyła srebrne medale afrykańskiego czempionatu w rzucie dyskiem. Dwukrotna medalistka igrzysk afrykańskich (Harare 1995 – brąz w rzucie dyskiem i Johannesburg 1999 – złoto w rzucie młotem). Rekord życiowy: rzut młotem - 62,06 (29 czerwca 1996, Montgeron – rekord Mauritiusu); rzut dyskiem - 51,54 (26 czerwca 1996, Montreuil).